# Strongylophthalmyia japonica
Strongylophthalmyia japonica är en tvåvingeart som beskrevs av Iwasa 1992. Strongylophthalmyia japonica ingår i släktet Strongylophthalmyia och familjen långbensflugor. Inga underarter finns listade i Catalogue of Life.